# Де Аделарсхорст
«Де Аделарсхорст» (нидерл. De Adelaarshorst) — футбольный стадион в Девентере, Нидерланды. Домашний стадион команды Гоу Эхед Иглз. Стадион был построен в 1920 году (архитектор — Мартен ван Харте). Вмещает 10 400 зрителей.
Рекорд стадиона по количеству зрителей был поставлен 16 марта 1969 года в дерби против клуба «Твенте» и составил приблизительно 26 тысяч человек. Единственный матч главных сборных, проведенный на этом стадионе, был 29 августа 1973 года в рамках отбора на ЧМ-1974, где Нидерланды разгромили Исландию со счетом 8:1, в матче дублем отметились Йохан Кройф и Вилли Брокамп, а одним голом — Йохан Неескенс.
В 2017 году стадион принимал матчи женского ЧЕ-2017 по футболу, включая один четвертьфинал.